# گاوریلوفکا (باشقیرستان)
گاوریلوفکا (انگلیسی: Gavrilovka, Bala-Chetyrmansky Selsoviet, Fyodorovsky District, Republic of Bashkortostan) یک شهرک در شهرستان فیودوروفسکی استان باشقیرستان کشور روسیه است.